# Repoussoir

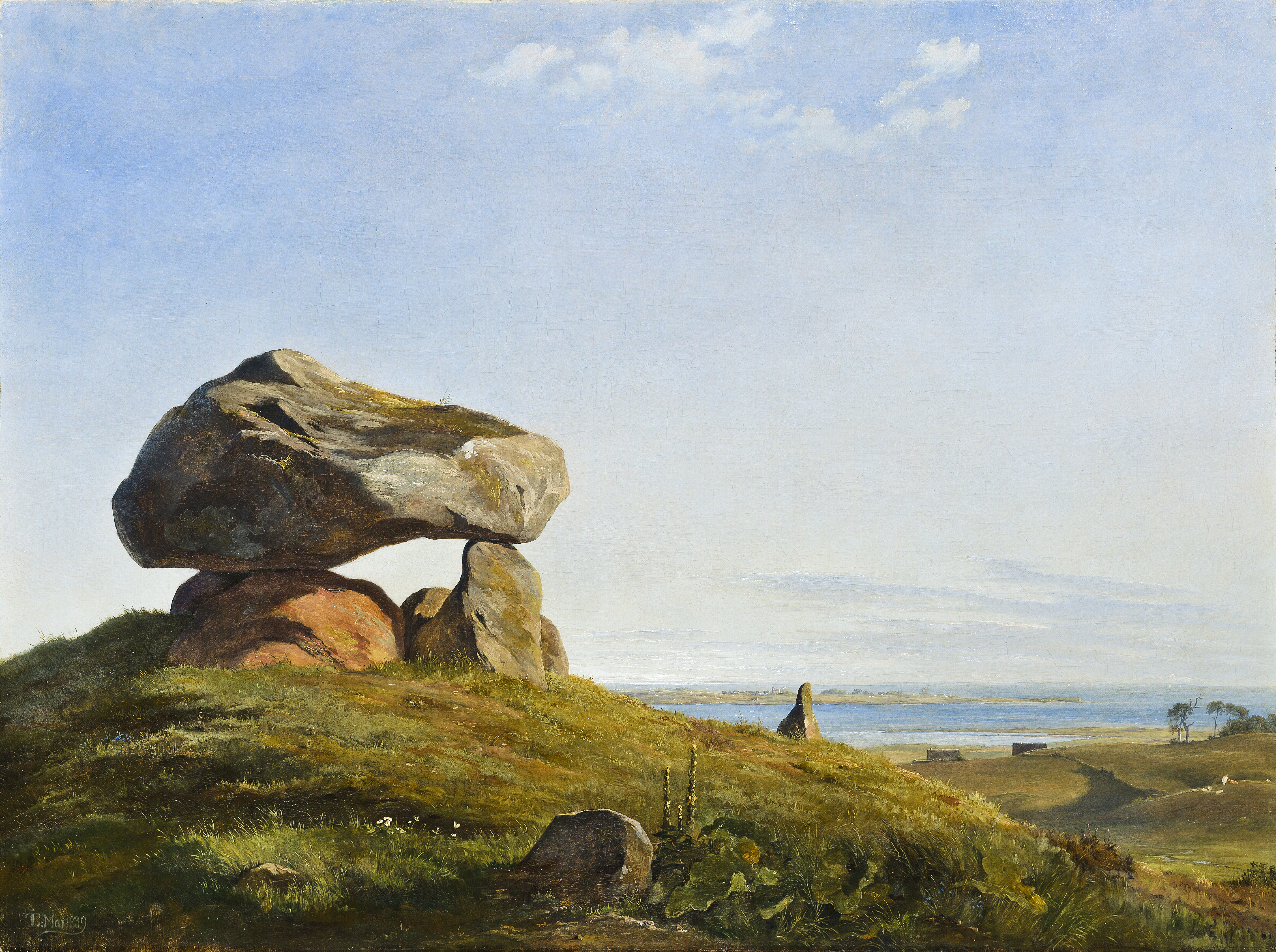
Johan Thomas Lundbyes En gammal gravhög vid Raklev på Refsnæs.

Repoussoir (av franska: repousser "tränga tillbaka", "avskräcka") är en beteckning för figurer eller föremål i en bilds förgrund, till exempel trädstubbar eller arkitekturfragment. Dessa tjänar till att förstärka känslan av djup i bilden och leder eventuellt blicken mot det något tillbakaträngda huvudskeendet.